# 韓裔澳洲人
韓裔澳洲人，是指獲澳洲居留權的朝鮮民族，他們可能是移民或出生在澳洲。

## 歷史
根據2011年人口普查，有88,984個朝鮮人生活在澳洲，74,537人生於南韓，在2006年人口普查中，59位韓裔澳洲人生於北朝鮮。
根據2006年的人口普查，只有38％韓裔澳洲人得到澳大利亞國籍，68％的人在1990年或以後抵達澳大利亞，63％朝鮮人居住在新南威爾士州，成為韓裔澳洲人最集中的居留區。
在2006年的人口普查，37,426位澳大利亞出生的韓裔居民宣稱他們是基督徒，3,500人是佛教和9,562人沒有宗教信仰。

## 韓裔社區
- 伊士活